# Bowen Yang
Bowen Yang, född 6 november 1990 i  Brisbane i Australien, är en amerikansk skådespelare, komiker och manusförfattare
Yang har rötterna i Kina, där båda hans föräldrar föddes.
I september 2018 anställdes Yang som en av manusförfattarna till sketchkomediserien Saturday Night Live. Ett år senare, i september 2019, blev han en del av programmets skådespelarensemble. År 2021 och 2022 Emmy-nominerades han för sina insatser i programmet.
Yang har även medverkat i bland annat TV-serien Awkwafina is Nora from Queens (2020–2021) och långfilmen Bros (2022).
År 2021 listade Time honom som en av världens 100 mest inflytelserika personer.